# Xinglong (köping i Kina, Henan)
Xinglong (kinesiska: 兴隆, 兴隆镇) är en köping i Kina. Den ligger i provinsen Henan, i den centrala delen av landet, omkring 210 kilometer söder om provinshuvudstaden Zhengzhou. Antalet invånare är 23275. Befolkningen består av 11 365 kvinnor och 11 910 män. Barn under 15 år utgör 24,0 %, vuxna 15-64 år 66 %, och äldre över 65 år 9,0 %.
Genomsnittlig årsnederbörd är 906 millimeter. Den regnigaste månaden är augusti, med i genomsnitt 164 mm nederbörd, och den torraste är december, med 9 mm nederbörd.